# Sumlen
Sumlen betyder ’samling’ eller ’blandning’ och är den 1600-talsvolym där Johannes Bureus förde in sina anteckningar och dylikt i en osorterad blandning. I dag är Sumlen en av Kungliga bibliotekets stora rariteter. 
Sumlen är också namnet på restaurangen en trappa ner i Kungliga biblioteket. Namnet hittades på 1961 av Asta Kulik, assistent på Kungliga bibliotekets handskriftsavdelning. Namnet refererar till Johannes Bureus volym.
Under åren 1976–1995 gav Svenskt visarkiv och Samfundet för visforskning ut en årsbok med namnet Sumlen.